# Américo Manuel Alves Aguiar
Américo Manuel Alves Aguiar (Leça do Balio, 12 dicembre 1973) è un cardinale e vescovo cattolico portoghese, dal 21 settembre 2023 vescovo di Setúbal.

## Biografia
Américo Manuel Alves Aguiar è nato il 12 dicembre 1973 nel villaggio di Leça do Balio, distretto e diocesi di Porto, nella parte nord-occidentale della Repubblica Portoghese.

### Formazione e ministero sacerdotale
Fin dall'infanzia, durante l'istruzione primaria, è stato un membro attivo nella sua parrocchia natale, dove è stato catechista, accolito e lettore, frequentando inoltre il gruppo scout locale. È proprio durante quest'ultima esperienza che nel 1989, all'età di sedici anni, ha incontrato il sindaco José Narciso Rodrigues de Miranda, che ha cominciato a coinvolgerlo nella vita politica di Matosinhos, mentre in seguito ha lavorato anche nel comune di Maia con il professore universitario José Vieira de Carvalho. Dopo aver terminato gli studi secondari ed aver ottenuto il diploma, l'8 gennaio 1994 è entrato in carica come membro dell'Assemblea municipale per il quadriennio 1993/1997 per il Partito Socialista, sotto la giunta guidata da Miranda: i suoi principali interessi erano la cultura e l'ambiente, battendosi in particolare per proteggere il fiume Leça creando la Associação dos Amigos do Rio Leça (AMILEÇA).
Sentendo maturare la vocazione al sacerdozio, nel 1995 ha scelto di abbandonare la politica per entrare nel Seminario filosofico di Ermesinde, trasferendosi in seguito a Porto, dove prima ha frequentato il Seminario maggiore e poi ha seguito il corso di teologia presso la sede locale dell'Università cattolica portoghese (UCP). Al termine degli studi, ha ricevuto l'ordinazione sacerdotale l'8 luglio 2001 per imposizione delle mani di Armindo Lopes Coelho, vescovo di Porto; si è incardinato, ventisettenne, come presbitero della medesima diocesi.
Poco dopo gli è stato affidato il primo incarico pastorale come parroco della chiesa di São Pedro de Azevedo a Campanhã, nella periferia di Porto, dove è rimasto appena un anno, ricoprendo al contempo l'ufficio di notaio presso la Curia diocesana per tre anni. Nel 2002 è stato scelto come segretario particolare dal vescovo Lopes Coelho, che lo nominato anche parroco in solidum della cattedrale dell'Assunzione di Maria Vergine, assistente regionale del Corpo nazionale scout e responsabile dell'Ufficio informazione/comunicazione, terminando questi ultimi due incarichi rispettivamente nel 2008 e nel 2015. Nel 2004 è stato promosso vicario generale della diocesi, oltre che capo ufficio del vescovo, cappellano della Curia diocesana e cappellano maggiore della Misericordia, mentre nel 2007 è divenuto vicerettore del Santuario diocesano di Santa Rita ad Ermesinde, incombenze che ha concluso nel 2015; è stato anche presidente della Confraternita dei chierici dal 2011 al 2020.
Il 14 maggio 2010 è stato nominato commendatore dell'Ordine di San Gregorio Magno da papa Benedetto XVI in occasione della tappa a Porto del suo viaggio apostolico in Portogallo. Tra le altre onorificenze, ha ricevuto le medaglie municipali di Porto, Matosinhos e Maia, la medaglia d'oro del Ministero della Salute ed il Dragão de Ouro dal Futebol Clube do Porto; è inoltre grande ufficiale dell'Ordine equestre del Santo Sepolcro di Gerusalemme.
Ha continuato anche gli studi, conseguendo il master in scienze della comunicazione presso la sede centrale di Lisbona della UCP nel 2014, in seguito al quale ha ripreso il compito di parroco in solidum della cattedrale per un anno. Il 7 aprile 2016 è stato nominato direttore della Segreteria nazionale della Comunicazione sociale, facente capo alla Commissione episcopale per la cultura, i beni culturali e le comunicazioni sociali della Conferenza episcopale portoghese, mentre nel 2017 è divenuto membro del Capitolo della cattedrale, ricoprendo gli uffici rispettivamente fino al 1º maggio ed al febbraio 2019. È stato anche direttore del Giornale diocesano Voz da Verdade, rettore/presidente della Irmandade dos Clérigos ed assistente spirituale delle Equipas de Nossa Senhora.

### Ministero episcopale e cardinalato

#### Vescovo ausiliare di Lisbona

Stemma da vescovo ausiliare di Lisbona.

Il 1º marzo 2019 papa Francesco lo ha nominato vescovo ausiliare di Lisbona, assegnandogli contestualmente la sede titolare di Dagno; in quel momento è divenuto il più giovane vescovo del Portogallo. Ha ricevuto la consacrazione episcopale il 31 marzo successivo, nella chiesa della Santissima Trinità a Porto, per imposizione delle mani del cardinale Manuel José Macário do Nascimento Clemente, patriarca di Lisbona, avendo come co-consacranti Manuel da Silva Rodrigues Linda, vescovo di Porto e José Domingo Ulloa Mendieta, O.S.A., arcivescovo metropolita di Panama. Come suo motto episcopale ha scelto In manus Tuas, che tradotto vuol dire "Nelle Tue mani".
Sempre in ambito diocesano, è direttore del Dipartimento di comunicazione del patriarcato, presidente del Consiglio di amministrazione del Grupo Renascença Multimedia, con sede a Lisbona, e cappellano nazionale della Lega portoghese dei vigili del fuoco; inoltre è stato coordinatore della Commissione diocesana per la protezione dei minori e delle persone vulnerabili fino al marzo 2023, quando la Conferenza episcopale portoghese ha deciso che da allora solo i laici avrebbero fatto parte di tale organismo, sostituendolo con José Souto de Moura.
In quest'ultima veste, nell'ottobre 2021 ha sostenuto che un'eventuale indagine sulla pedofilia e gli abusi sui minori non potesse essere limitata alla Chiesa cattolica, sostenendo che il "flagello della pedofilia" non poteva essere combattuto con una "omissione rispetto a tutti gli altri agenti coinvolti". Nel dicembre seguente ha ribadito che, dalla sua esperienza di coordinatore della Commissione diocesana, ha rilevato che "il fenomeno della pedofilia è grave, profondo e trasversale alla nostra realtà come società", difendendo, nel febbraio 2022, che qualsiasi approccio alla lotta al fenomeno dovrebbe essere trasversale a tutta la società.
Il 31 dicembre 2022 ha offerto il proprio anello episcopale alla comunità di Capela do Rato, esprimendo il suo impegno per la difesa della libertà, della verità, della giustizia e dell'amore.
È stato anche incaricato di presiedere la Fundação JMJ Lisboa 2023, il comitato responsabile dell'organizzazione della XXXVIII Giornata mondiale della gioventù 2023, in programma a Lisbona dall'1 al 6 agosto del 2023; ciò lo ha portato ad essere ricevuto frequentemente in udienza dal papa: il 20 maggio 2021, il 3 marzo ed il 29 settembre 2022, il 12 gennaio, il 27 aprile ed il 22 giugno 2023.
Con questo incarico, nel gennaio 2023 si è confrontato con la polemica sul costo del palcoscenico-altare al Parque Tejo per la GMG, che ne ha comportato la riduzione del valore da 4,24 milioni di euro (più IVA) a 2,9 milioni di euro. Nel luglio 2023 ha suscitato un'ondata di polemiche di fedeli, membri del clero e media a livello mondiale, riferendo che nella GMG "non si vogliono convertire i giovani a Cristo o alla Chiesa", affermazioni che, secondo i critici, sono contrarie alla dottrina della Chiesa cattolica.
Il 9 luglio 2023, al termine dell'Angelus, papa Francesco ha annunciato la sua creazione a cardinale nel concistoro del 30 settembre seguente.

#### Vescovo di Setúbal

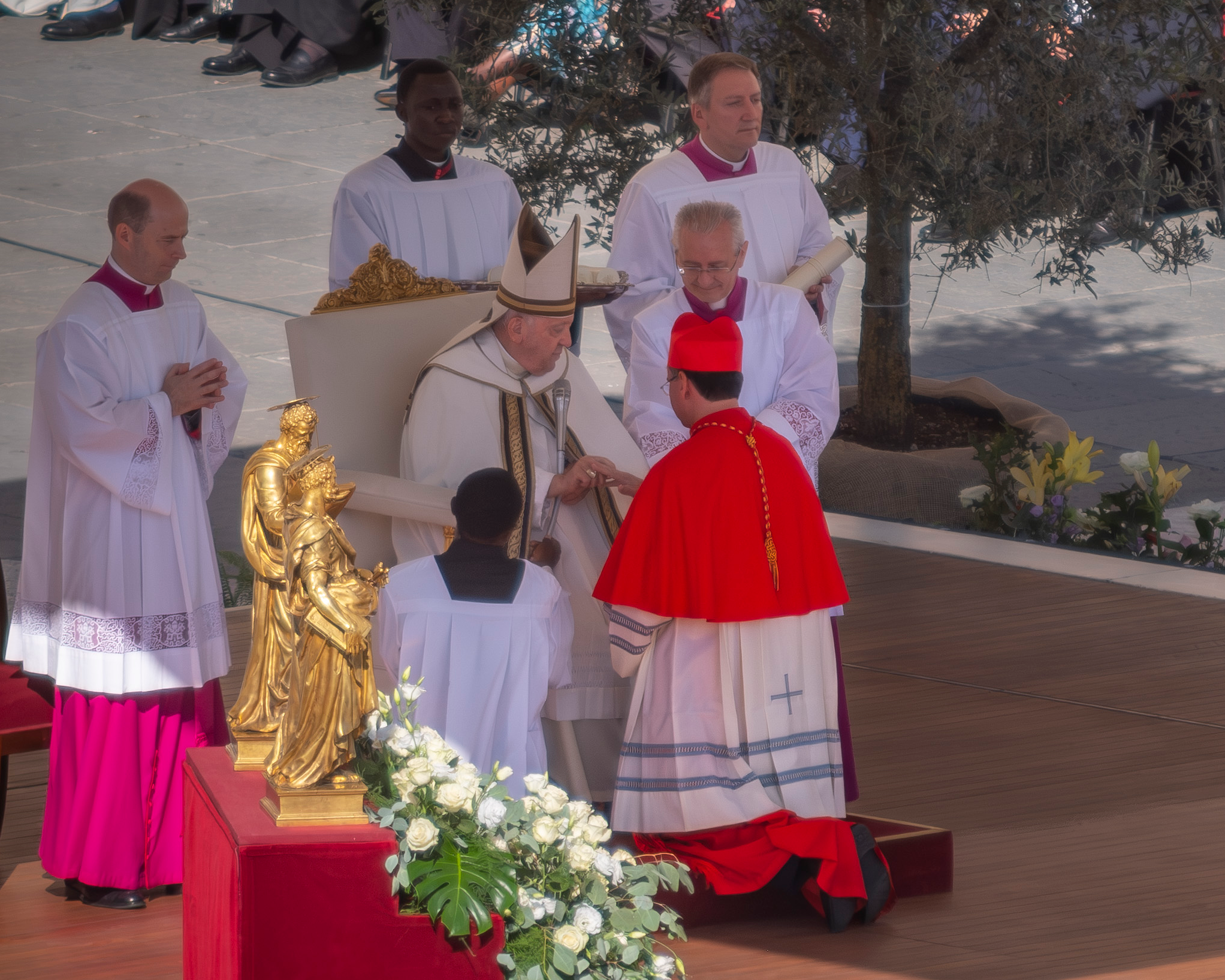
Il card. Aguiar riceve l'anello cardinalizio dalle mani di papa Francesco

Il 21 settembre 2023 papa Francesco lo ha nominato vescovo di Setúbal; è succeduto a José Ornelas Carvalho, precedentemente nominato vescovo di Leiria-Fátima. Il 26 ottobre successivo ha preso possesso della diocesi.
Il 30 settembre dello stesso anno è stato creato cardinale presbitero di Sant'Antonio da Padova in Via Merulana. Quarantanovenne, al momento della nomina è il secondo porporato più giovane del Collegio cardinalizio. Il 3 dicembre ha preso possesso del titolo.
Il 7 e 8 maggio 2025 ha partecipato come cardinale elettore al conclave che ha portato all'elezione di papa Leone XIV.

## Stemma

Lo stemma di Américo Manuel Alves Aguiar.

### Blasonatura
Partito trinciato ondato di verde e di rosso, bordato d’oro: nel primo, cinque scudetti d’argento posti in croce, ciascuno caricato di cinque bisanti d’azzurro posti in croce, al capo dello stesso; nel secondo, una stella a otto punte d’argento posta in alto, e un grappolo d’uva dello stesso posto in basso; la partizione ondulata attraversante in banda, d’oro. Sotto lo scudo, il motto.

## Genealogia episcopale
La genealogia episcopale è:
- Cardinale Scipione Rebiba
- Cardinale Giulio Antonio Santori
- Cardinale Girolamo Bernerio, O.P.
- Arcivescovo Galeazzo Sanvitale
- Cardinale Ludovico Ludovisi
- Cardinale Luigi Caetani
- Cardinale Ulderico Carpegna
- Cardinale Paluzzo Paluzzi Altieri degli Albertoni
- Papa Benedetto XIII
- Papa Benedetto XIV
- Cardinale Enrico Enriquez
- Arcivescovo Manuel Quintano Bonifaz
- Cardinale Buenaventura Córdoba Espinosa de la Cerda
- Cardinale Giuseppe Maria Doria Pamphilj
- Papa Pio VIII
- Papa Pio IX
- Cardinale Alessandro Franchi
- Cardinale Gaetano Aloisi Masella
- Cardinale José Sebastião d'Almeida Neto, O.F.M.Disc.
- Vescovo António José de Souza Barroso
- Vescovo Manuel Luís Coelho da Silva
- Cardinale Manuel Gonçalves Cerejeira
- Cardinale António Ribeiro
- Cardinale José da Cruz Policarpo
- Cardinale Manuel José Macário do Nascimento Clemente
- Cardinale Américo Manuel Alves Aguiar